# 李基白
李 基白（イ・ギベク、り ぎはく、1924年 - 2004年）は、大韓民国の歴史学者。韓国民族史学の開拓者。「民族に対する愛情と真理に対する信仰は二つではなく一つ」と主張した。

## 人物
平安北道定州生まれ。1942年、早稲田大学史学科に入学。1947年、ソウル大学史学科卒業。梨花女子大学教授、西江大学教授、翰林大学教授を歴任。
小説家の李仁星は息子。

## 主張
著書『韓国史新論』では、従来、朝鮮ではあまり顧みられることのなかった渤海国を正式に朝鮮の歴史に編入し、渤海国は朝鮮の国家であると主張している。この主張に対して韓東育は、「研究者の動機はどうであれ、以下の言説（李基白の主張）は、論理および学術上の不周延の謗りを招きかねない」と批判している。

## 日本語翻訳
- 李基白 著、宮原兎一・中川清 訳『韓国史新論』清水弘文堂書房、1971年1月1日。
- 李基白 著、武田幸男 訳『韓国史新論』学生社〈改訂新版〉、1979年11月1日。ISBN 4311304366。